# 俸伯駅
座標: 北緯40度7分52.91秒 東経116度40分34.21秒 / 北緯40.1313639度 東経116.6761694度
俸伯駅（ほうはくえき）とは中華人民共和国北京市順義区に位置する北京地下鉄15号線の駅である。

## 歴史
- 2011年12月31日 - 開業。

## 駅構造

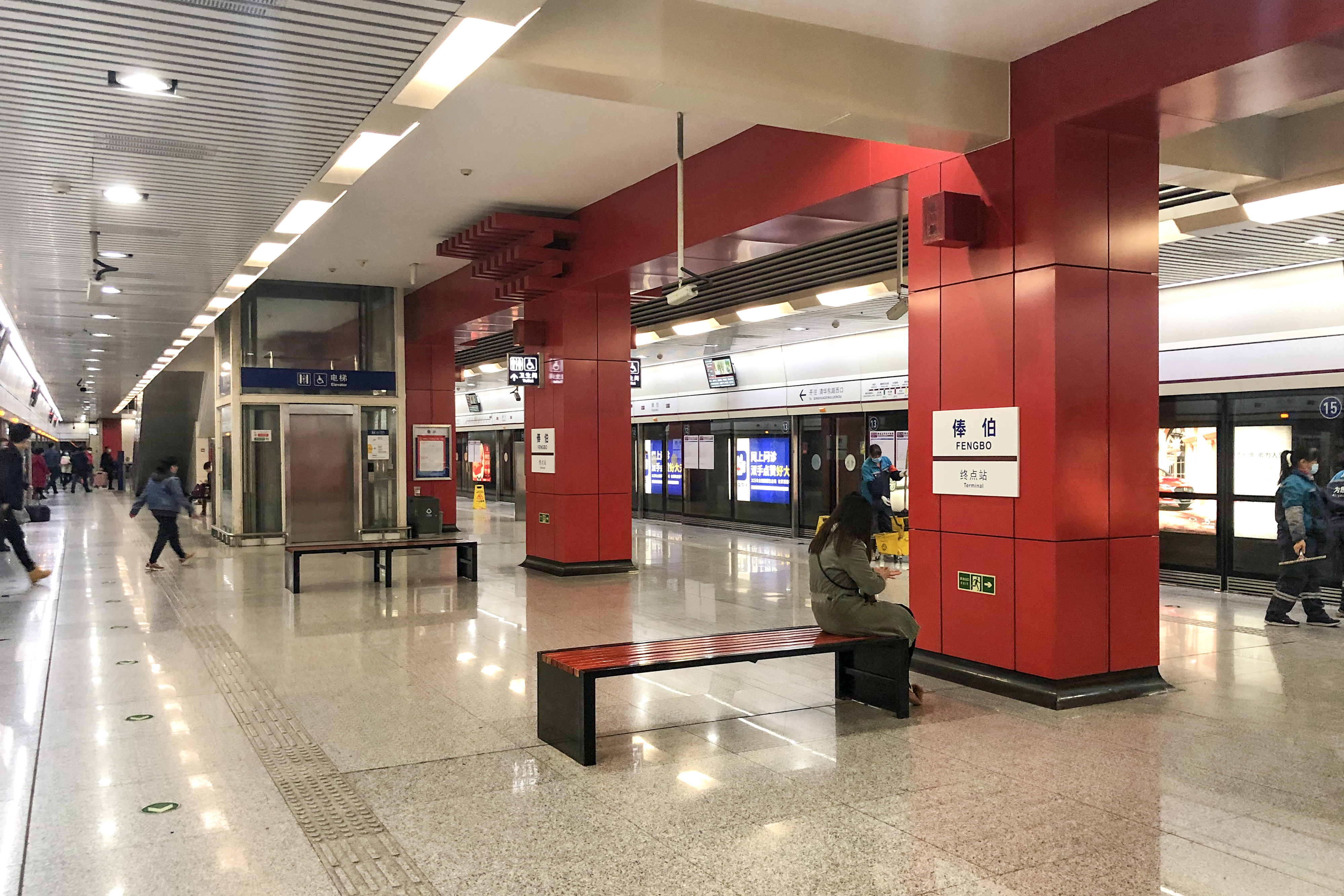
ホーム

島式ホーム1面2線を有する地下駅である。中国紅を基調としている。

## 駅周辺
- 潮白河（中国語版）

## 隣の駅
北京地下鉄
■15号線
順義駅 - 俸伯駅